# Krušovce
Krušovce este o comună slovacă, aflată în districtul Topoľčany din regiunea Nitra. Localitatea se află la altitudinea de 170 m deasupra n.m., se întinde pe o suprafață de 13,33 km2 și în 2017 număra 1.691 de locuitori.

## Istoric
Localitatea Krušovce este atestată documentar din 1158.

## Demografie
| An:                | 1994 | 2004   | 2014   | 2024   |
| ------------------ | ---- | ------ | ------ | ------ |
| Număr de persoane: | 1695 | 1834   | 1732   | 1724   |
| Diferență:         |      | +8,20% | −5,56% | −0,46% |

| An:                | 2023 | 2024   |
| ------------------ | ---- | ------ |
| Număr de persoane: | 1741 | 1724   |
| Diferență:         |      | −0,97% |